# T8AA
T8AA è una Stazione radio dell'isola di Malakal in Palau. La frequenza è di 1584 kHz e trasmette a 5,000 watts di potenza. La licenza è stata emessa dal governo di Palau, e trasmette novità, annunci pubblici, talk show, la diretta di grandi eventi, e musica.

## Storia
Iniziò come WSZB con 250 watts in 1500 kHz.